# Basilique Saint-Quirin de Neuss
La basilique Saint-Quirin de Neuss (Quirinus-Münster en allemand) est l'une des plus importantes églises romanes de la région du Rhin inférieur (Niederrhein), voire d'Allemagne.
Emblème de la ville de Neuss, elle fut construite entre 1209 et 1230 et fut élevée au rang de basilique mineure en 2009 par le pape Benoît XVI.

## Historique

### Antiquité
En 16 av. J.-C., les Romains construisent un camp militaire au sud de la vieille ville actuelle de Neuss. Une colonie civile se développe rapidement à côté de ce camp. Les trouvailles archéologiques suggèrent que, comme à Cologne et à Xanten,  des chrétiens étaient présents parmi la population romaine.
Selon la coutume romaine, les morts étaient enterrés à l'extérieur de la colonie. Un cimetière était situé dans le quartier de l'église actuelle. Sous la basilique, on a retrouvé les restes d'une abside de l'époque romaine. Elle faisait partie d'une « cella memoriae », un édifice à la mémoire des morts, et est visible à travers une plaque de verre dans le sol actuel de l'église.

### Moyen Âge
Un monastère fut fondé à cet endroit vers 850.
La première mention d'une église sur ce site remonte à l'année 1043 à l'occasion d'une donation faite par Henri III. Dans ce document, le saint patron de la ville Quirin est nommé pour la première fois.
Selon une ancienne tradition, c'est l'abbesse Gepa de Neuss (sœur du pape Léon IX) qui amena les reliques de saint Quirin en 1050 de Rome à Neuss.
Ces reliques provoquèrent un afflux important de pèlerins à Neuss et la prospérité qui en découla peut être une des causes qui ont conduit à la construction de l'église actuelle en 1209.
La construction, dirigée par l'architecte Wolbero, montre clairement l'influence des églises romanes de Cologne, en particulier celle de l'église Sainte-Marie-du-Capitole.

### Époques moderne et contemporaine
En 1741, l'église a été fortement endommagée par la foudre et par l'incendie qui s'ensuivit.
Les flèches gothiques de la tour occidentale de la tour de la croisée du transept ainsi que certaines galeries naines ne furent pas reconstruites. La croisée fut alors surmontée d'une coupole baroque surmontée d'une statue de saint Quirin.
Les conséquences de la Révolution française furent désastreuses pour l'église et le monastère : les bâtiments conventuels furent détruits, l'église servit de cellier et les objets de valeur furent mis en sécurité avant l'occupation et ne revinrent jamais ou furent détruits.
Au XXe siècle, l'église fut endommagée en 1914 par un incendie dans la tour et en 1944 par un bombardement.
L'église fut élevée au rang de basilique mineure en 2009 par le pape Benoît XVI.